# Wüschheim (Hunsrück)
Wüschheim település Németországban, Rajna-vidék-Pfalz tartományban. Lakosainak száma 312 fő (2023. december 31.). Wüschheim Hasselbach, Kappel, Bell, Alterkülz, Michelbach, Reich és Reckershausen községekkel határos.

## Népesség
A település népességének változása:
| Lakosok száma | 235  | 269  | 261  | 307  | 311  | 312  |
|               | 1975 | 2017 | 2019 | 2021 | 2022 | 2023 |